# Avraham Biran
Avraham Biran (em hebraico: אברהם בירן) nasceu em Petah Tikva em 23 de outubro de 1909 e faleceu em Jerusalém em 16 de setembro de 2008. Foi arqueólogo nas escavações de Tel Dã ao norte de Israel por mais de 30 anos.
Iniciou seus estudos na Universidade da Pensilvânia em 1931. De 1961 até 1974 foi diretor do Antigo Departamento de Museus de Israel.

## Obras
- Templos e locais de alta nos tempos da Bíblia, 1977.
- Dan: 25 escavações, 1992.
- Bíblica Dan, 1994.
- Relatório Escavação em Detalhes para Tel Dã.